# 努塞尔数
努塞尔特数是流体力学中的無因次參数，以德国物理学家威廉·努塞尔特（Wilhelm Nusselt）的名字命名，其意義為流體系統的特徵长度与热边界层厚度之比，计算式为：
{\displaystyle \mathrm {Nu} ={\frac {hL}{k_{\text{fluid}}}}}
其中，
- {\displaystyle h}为热对流系数
- {\displaystyle L}为特征长度
- {\displaystyle k_{\text{fluid}}}为流体的热导率